# Cogollo del Cengio
Cogollo del Cengio är en ort och kommun i provinsen Vicenza i regionen Veneto i Italien. Kommunen hade 3 214 invånare (2018).